# Горња Брусовача
Горња Брусовача је насељено место на Кордуну, у саставу општине Војнић, Карловачка жупанија, Република Хрватска.

## Историја
Горња Брусовача се од распада Југославије до августа 1995. године налазила у Републици Српској Крајини.

## Становништво
Горња Брусовача је према попису из 2011. године имала 33 становника.

### Број становника по пописима
| Националност   | 2001. | 1991. | 1981. | 1971. | 1961. | 1953. | 1948. | 1931. | 1921. | 1910. | 1900. | 1890. | 1880. | 1869. | 1857. |
| бр. становника | 41    | 71    | 85    | 101   | 115   | 130   | %     | %     | %     | %     | %     | %     | %     | %     | %     |

- напомене:

Исказује се као насеље од 1953.

### Национални састав
| Националност       | 2001.       | 1991.       | 1981.       | 1971.        | 1961.        |
| Срби               | 39 (95,12%) | 67 (94,36%) | 84 (98,82%) | 100 (99,00%) | 113 (98,26%) |
| Хрвати             | 0           | 1 (1,40%)   | 0           | 0            | 2 (1,73%)    |
| Југословени        | 0           | 3 (4,22%)   | 1 (1,17%)   | 0            | 0            |
| остали и непознато | 2 (4,87%)   | 0           | 0           | 1 (0,99%)    | 0            |
| Укупно             | 41          | 71          | 85          | 101          | 115          |